# Microsoft Surface
Microsoft Surface è una linea di prodotti hardware (laptop, tablet, all-in-one e convertibili) con a bordo Windows, disegnata e prodotta da Microsoft Corporation e sono pensati per essere dispositivi premium che fissano gli standard per gli altri produttori di hardware.  La maggior parte dei dispositivi Surface è dotata di processori Intel e sistema operativo Windows 11.
Microsoft Surface è diventato in pochi anni il quinto marchio di computer più venduto negli Stati Uniti.
La linea include inoltre diversi accessori come Surface Headphones, Surface Earbuds, Surface Dial, Surface Pen e Surface Mouse.

## Dispositivi
La famiglia Surface conta otto principali linee di dispositivi:
- Surface, tablet ibridi di piccole dimensioni con tastiera rimovibile e supporto alla Surface Pen per la scrittura con penna. Sono dotati di un supporto integrato chiamato "kickstand" che ne permette l'utilizzo in varie posizioni più o meno inclinate.
- Surface Pro, linea di tablet ad alte prestazioni con caratteristiche e accessori simili. È la linea di maggior successo.[3] L'ultimo modello rilasciato è il Surface Pro 11, con processore ARM e funzioni di Intelligenza Artificiale. Microsoft ha rilasciato anche Surface Pro X con connettività LTE Advanced oltre che Wi-Fi e basato sul processore ARM Microsoft SQ1, realizzato in collaborazione con Qualcomm.[4]
- Surface Laptop, portatili da 13.5 o 15 pollici con schermo touchscreen dotato di supporto alla Surface Pen. L'ultimo modello rilasciato, il Surface Laptop 3, è disponibile con CPU Intel Core di decima generazione o CPU AMD Ryzen Microsoft Surface Edition. Microsoft ha rilasciato anche il surface laptop go, ora alla terza generazione che, visto il prezzo più basso, presenta specifiche come RAM e archiviazione limitate.[5]
- Surface Book, portatili da 13.5 o 15 pollici con schermo touchscreen rimovibile dotato di supporto alla Surface Pen: la parte tablet chiamata "Clipboard" (che include display, CPU e parte della batteria) si collega alla tastiera dove risiede la GPU dedicata e la seconda batteria. Il congegno che collega/scollega le due parti, il Muscle Wire Lock, è stato progettato appositamente.[6] L'ultimo modello rilasciato, il Surface Book 3, è a detta di Microsoft il portatile Surface più potente ed è disponibile con 8, 16 o 32 GB di RAM, CPU i5 o i7 di decima generazione e GPU Nvidia GeForce GTX 1650 (per la versione da 13.5 pollici) e GeForce GTX 1660 (per la versione da 15 pollici)
- Surface Studio, un pc desktop all-in-one caratterizzato da uno schermo touchscreen da 29 pollici con supporto alla Surface Pen e al Surface Dial capace di inclinarsi fino ad una posizione di 20 gradi per permetterne l'uso come una tavola grafica.[7]
- Surface Hub pensata per le aziende, composta da lavagne multimediali con a bordo una versione customizzata di Windows 10 con touchscreen di diverse dimensioni e supporto alla Surface Pen.[8]
- Surface Neo, nuovo dispositivo con due schermi touchscreen, entrambi da 9 pollici, legati da una cerniera e sistema operativo Windows 10
- Surface Duo, nuovo dispositivo con due schermi touchscreen, entrambi da 5.6 pollici, uniti da cerniera e sistema operativo Android, in versione personalizzata da Microsoft per integrare le proprie applicazioni e servizi. Presentato a ottobre 2019 con arrivo sul mercato programmato a fine 2020.[9]

| Elemento | Significato              |
| -------- | ------------------------ |
|          | Non supportato           |
|          | Interrotto               |
|          | Supportato               |
|          | Attuale o ancora venduto |
|          | Prodotto futuro          |

| Linea                 | Edizione                   | OS                              | Data di presentazione | Ultimo OS supportato     | Fine supporto          | Durata supporto     |
| Linea Tablet 2-in-1   | Linea Tablet 2-in-1        | Linea Tablet 2-in-1             | Linea Tablet 2-in-1   | Linea Tablet 2-in-1      | Linea Tablet 2-in-1    | Linea Tablet 2-in-1 |
| --------------------- | -------------------------- | ------------------------------- | --------------------- | ------------------------ | ---------------------- | ------------------- |
| Surface               | Surface                    | Windows RT                      | 26 ottobre 2012       | Windows RT 8.1 Update 3  | 10 gennaio 2023 Estesa | 10 anni e 2 mesi    |
| Surface               | Surface 2                  | Windows RT 8.1                  | 22 ottobre 2013       | Windows RT 8.1 Update 3  | 10 gennaio 2023 Estesa | 9 anni e 2 mesi     |
| Surface               | Surface 3                  | Windows 8.1                     | 5 maggio 2015         | Windows 10 Versione 22H2 | 14 ottobre 2025        | 9 anni e 6 mesi     |
| Surface               | Surface Go                 | Windows 10 Home S Versione 1803 | 2 agosto 2018         | Windows 10 Versione 22H2 | 14 ottobre 2025        | 6 anni e 3 mesi     |
| Surface               | Surface Go 2               | Windows 10 Home S Versione 1909 | 12 maggio 2020        | OS corrente              |                        | 4 anni e 6 mesi     |
| Surface               | Surface Go 3               | Windows 11 Versione 21H2        | 5 ottobre 2021        | OS corrente              | 3 anni e 1 mese        |                     |
| Surface               | Surface Go 4               | Windows 11 Versione 21H2        | 3 ottobre 2023        | OS corrente              | 1 anno e 1 mese        |                     |
| Surface Pro           | Surface Pro                | Windows 8                       | 9 febbraio 2013       | Windows 10 Versione 22H2 | 14 ottobre 2025        | 11 anni e 9 mesi    |
| Surface Pro           | Surface Pro 2              | Windows 8.1                     | 22 ottobre 2013       | Windows 10 Versione 22H2 | 14 ottobre 2025        | 11 anni             |
| Surface Pro           | Surface Pro 3              | Windows 8.1                     | 20 giugno 2014        | Windows 10 Versione 22H2 | 14 ottobre 2025        | 10 anni e 4 mesi    |
| Surface Pro           | Surface Pro 4              | Windows 10 Versione 1507        | 26 ottobre 2015       | Windows 10 Versione 22H2 | 14 ottobre 2025        | 9 anni              |
| Surface Pro           | Surface Pro                | Windows 10 Versione 1703        | 15 giugno 2017        | Windows 10 Versione 22H2 | 14 ottobre 2025        | 7 anni e 5 mesi     |
| Surface Pro           | Surface Pro 6              | Windows 10 Versione 1709        | 16 ottobre 2018       | OS corrente              |                        | 6 anni e 1 mese     |
| Surface Pro           | Surface Pro 7              | Windows 10 Versione 1903        | 22 ottobre 2019       | OS corrente              | 5 anni                 |                     |
| Surface Pro           | Surface Pro X (versione 1) | Windows 10 Versione 1903        | 5 novembre 2019       | OS corrente              | 5 anni                 |                     |
| Surface Pro           | Surface Pro X (versione 2) | Windows 10 Versione 2004        | 13 ottobre 2020       | OS corrente              | 4 anni e 1 mese        |                     |
| Surface Pro           | Surface Pro 7+             | Windows 10 Versione 2004        | 11 gennaio 2021       | OS corrente              | 3 anni e 10 mesi       |                     |
| Surface Pro           | Surface Pro 8              | Windows 11 Versione 21H2        | 5 ottobre 2021        | OS corrente              | 3 anni e 1 mese        |                     |
| Surface Pro           | Surface Pro 9              | Windows 11 Versione 22H2        | 22 ottobre 2022       | OS corrente              | 2 anni                 |                     |
| Surface Pro           | Surface Pro 10             | Windows 11 Versione 23H2        | 9 aprile 2024         | OS corrente              | 7 mesi                 |                     |
| Surface Pro           | Surface Pro                | Windows 11 Versione 24H2        | 18 giugno 2024        | OS corrente              | 5 mesi                 |                     |
| Linea Laptop          |                            |                                 |                       |                          |                        |                     |
| Surface Laptop SE     | Surface Laptop SE          | Windows 11 SE                   | 4 febbraio 2022       | OS corrente              |                        | 2 anni e 9 mesi     |
| Surface Laptop GO     | Surface Laptop Go          | Windows 10 Versione 1909        | 27 ottobre 2020       | Windows 1 Versione 24H2  | 14 ottobre 2024        | 4 anni              |
| Surface Laptop GO     | Surface Laptop Go 2        | Windows 11 Versione 21H2        | 1 giugno 2022         | OS corrente              |                        | 2 anni e 5 mesi     |
| Surface Laptop GO     | Surface Laptop Go 3        | Windows 11 Versione 22H2        | 3 ottobre 2023        | OS corrente              | 1 anno e 1 mese        |                     |
| Surface Laptop        | Surface Laptop             | Windows 10 Versione 1703        | 15 giugno 2017        | Windows 10 Versione 22H2 | 14 ottobre 2025        | 7 anni e 5 mesi     |
| Surface Laptop        | Surface Laptop 2           | Windows 10 Versione 1709        | 16 ottobre 2018       | OS corrente              |                        | 6 anni e 1 mese     |
| Surface Laptop        | Surface Laptop 3           | Windows 10 Versione 1809        | 22 ottobre 2019       | OS corrente              | 5 anni                 |                     |
| Surface Laptop        | Surface Laptop 4           | Windows 10 Versione 20H2        | 20 aprile 2021        | OS corrente              | 3 anni e 6 mesi        |                     |
| Surface Laptop        | Surface Laptop 5           | Windows 11 Versione 22H2        | 25 ottobre 2022       | OS corrente              | 2 anni                 |                     |
| Surface Laptop        | Surface Laptop 6           | Windows 11 Versione 23H2        | 9 aprile 2024         | OS corrente              | 7 mesi                 |                     |
| Surface Laptop        | Surface Laptop             | Windows 11 Versione 24H2        | 18 giugno 2024        | OS corrente              | 6 mesi                 |                     |
| Linea 2-in-1          |                            |                                 |                       |                          |                        |                     |
| Surface Book          | Surface Book               | Windows 10 Versione 1507        | 26 ottobre 2015       | Windows 10 Versione 22H2 | 14 ottobre 2025        | 9 anni              |
| Surface Book          | Surface Book 2             | Windows 10 Versione 1703        | 16 novembre 2017      | OS corrente              | 30 maggio 2023         | 5 anni e 6 mesi     |
| Surface Book          | Surface Book 3             | Windows 10 Versione 1903        | 21 maggio 2020        | OS corrente              |                        | 4 anni e 7 mesi     |
| Surface Laptop Studio | Surface Laptop Studio      | Windows 11 Versione 21H2        | 5 ottobre 2021        | OS corrente              | 3 anni e 1 mese        |                     |
| Surface Laptop Studio | Surface Laptop Studio 2    | Windows 11 Versione 22H2        | 3 ottobre 2023        | OS corrente              | 1 anno e 1 mese        |                     |
| Linea All-In-One      |                            |                                 |                       |                          |                        |                     |
| Surface Studio        | Surface Studio             | Windows 10 Versione 1607        | 15 dicembre 2016      | Windows 10 Versione 22H2 | 14 ottobre 2025        | 7 anni e 11 mesi    |
| Surface Studio        | Surface Studio 2           | Windows 10 Versione 1803        | 2 ottobre 2018        | OS corrente              |                        | 6 anni e 1 mese     |
| Surface Studio        | Surface Studio 2+          | Windows 11 Versione 22H2        | 25 ottobre 2022       | OS corrente              | 2 anni                 |                     |
| Linea Whiteboard      |                            |                                 |                       |                          |                        |                     |
| Surface Hub           | Surface Hub                | Windows 10 Team Versione 1507   | 1º giugno 2015        | OS corrente              |                        | 9 anni e 5 mesi     |
| Surface Hub           | Surface Hub 2S             | Windows 10 Team Versione 1703   | 17 aprile 2019        | OS corrente              | 5 anni e 7 mesi        |                     |
| Surface Hub           | Surface Hub 3              | Windows 11 Versione 22H2        | 3 ottobre 2023        | OS corrente              | 1 anno e 1 mese        |                     |
| Linea Mobile          |                            |                                 |                       |                          |                        |                     |
| Surface Duo           | Surface Duo                | Android 10                      | 10 settembre 2020     | Android 12.1             | 10 settembre 2023      | 3 anni              |
| Surface Duo           | Surface Duo 2              | Android 11                      | 5 ottobre 2021        | Android 12.1             | 21 ottobre 2024        | 3 anni e 1 mese     |

## Storia
Microsoft annunciò il Surface per la prima volta il 18 giugno 2012, presentato dal CEO Steve Ballmer nei Milk Studios di Los Angeles. Surface fu il primo esperimento da parte di Microsoft di integrare il sistema operativo Windows con un hardware creato in proprio, e il primo PC disegnato e distribuito dalla casa.
Il primo device Surface della linea Surface fu chiamato Surface per Windows RT e al tempo fu annunciato da Steven Sinofsky, Presidente di Windows e Windows Live, mentre la seconda linea Surface, basata su architettura Intel e guidata dal Surface Pro, fu chiamata Surface per Windows 8 Pro.
Sinofsky dichiarò che il prezzo del primo Surface sarebbe stato al livello di altri dispositivi ARM mentre il prezzo del Surface Pro sarebbe stato comparabile a quello di un ultrabook. Inizialmente i dispositivi erano disponibili solo nei Microsoft Store e online ma successivamente la disponibilità fu estesa anche ad altri rivenditori.
A novembre 2012, Ballmer descrisse l'approccio di distribuzione come "modesto" and il 29 novembre dello stesso anno, Microsoft rivelò i prezzi per le versioni da 64 GB e 128 GB del Surface per Windows 8 Pro. La versione da 128 GB del tablet registrò il sold-out lo stesso giorno del rilascio, avvenuto il 9 febbraio 2012 negli Stati Uniti e in Canada.
Il 23 settembre 2013, Microsoft annunciò il Surface 2 e il Surface Pro 2, entrambi lanciati nel mercato il 22 ottobre 2013, quattro giorni dopo l'uscita pubblica di Windows 8.1; successivamente fu lanciata anche un'altra versione del Surface 2 con connettività LTE per la rete At&T il 18 marzo 2014.
Il 20 maggio 2014 poi, Microsoft annunciò un ridisegnato Surface Pro 3, venduto a partire dal 20 giugno 2014 e l'anno seguente, il 30 marzo 2015 venne annunciata anche la versione compatta Surface 3. L'8 settembre 2015 Microsoft annunciò la Surface Enterprise Initiative, una partnership tra Accenture, Avanade, Dell e HP Inc., per "permettere a sempre più consumatori di godere dei benefici di Windows 10".
Il 10 ottobre 2015 poi, oltre ad annunciare il successivo Surface Pro 4, fu annunciato anche il nuovo Surface Book, il primo laptop ibrido di Microsoft, e il Surface Hub fu venduto a partire dal 25 marzo 2016. Il 26 ottobre 2016 ad un evento Microsoft, fu annunciato l'aggiornamento del Surface Book e la nuova linea Surface Studio..
Aggiornamenti delle linee esistenti furono presentati poi nel corso del 2017 e del 2018, tra cui: la quinta e la sesta generazione del Surface Pro, il Surface Book 2 il 17 ottobre 2017, a cui fu aggiunto un nuovo modello da 15 pollici, la nuova linea di computer Surface Laptop, il Surface Hub 2 il 15 maggio 2018 e la sua versione Hub 2S nel 2019, con una nuova cerniera per la rotazione e la possibilità di unire diversi Hubs insieme, e il Surface Go, successore del Surface 3 nel giugno 2018.
Durante l'evento "Surface 2019" il 2 ottobre 2019 Microsoft ha presentato, oltre agli aggiornamenti dei prodotti già conosciuti, Surface Laptop 3 Surface Pro 7 e Surface Pro X, nuova versione ridisegnata della linea Pro basata su architettura ARM, dei nuovi dispositivi per la famiglia Surface: il Surface Neo, dispositivo pieghevole dotato di due schermi touchscreen da 9 pollici ciascuno collegate da una cerniera che permette una rotazione completa a 360 gradi con una nuova versione di Windows 10, chiamata Windows 10 X, e il Surface Duo, una versione più piccola assimilabile ad uno smartphone con due schermi da 5,6 pollici collegati da una cerniera simile alla precedente e sistema operativo Android Pie.

## Hardware

### Surface e Surface Pro

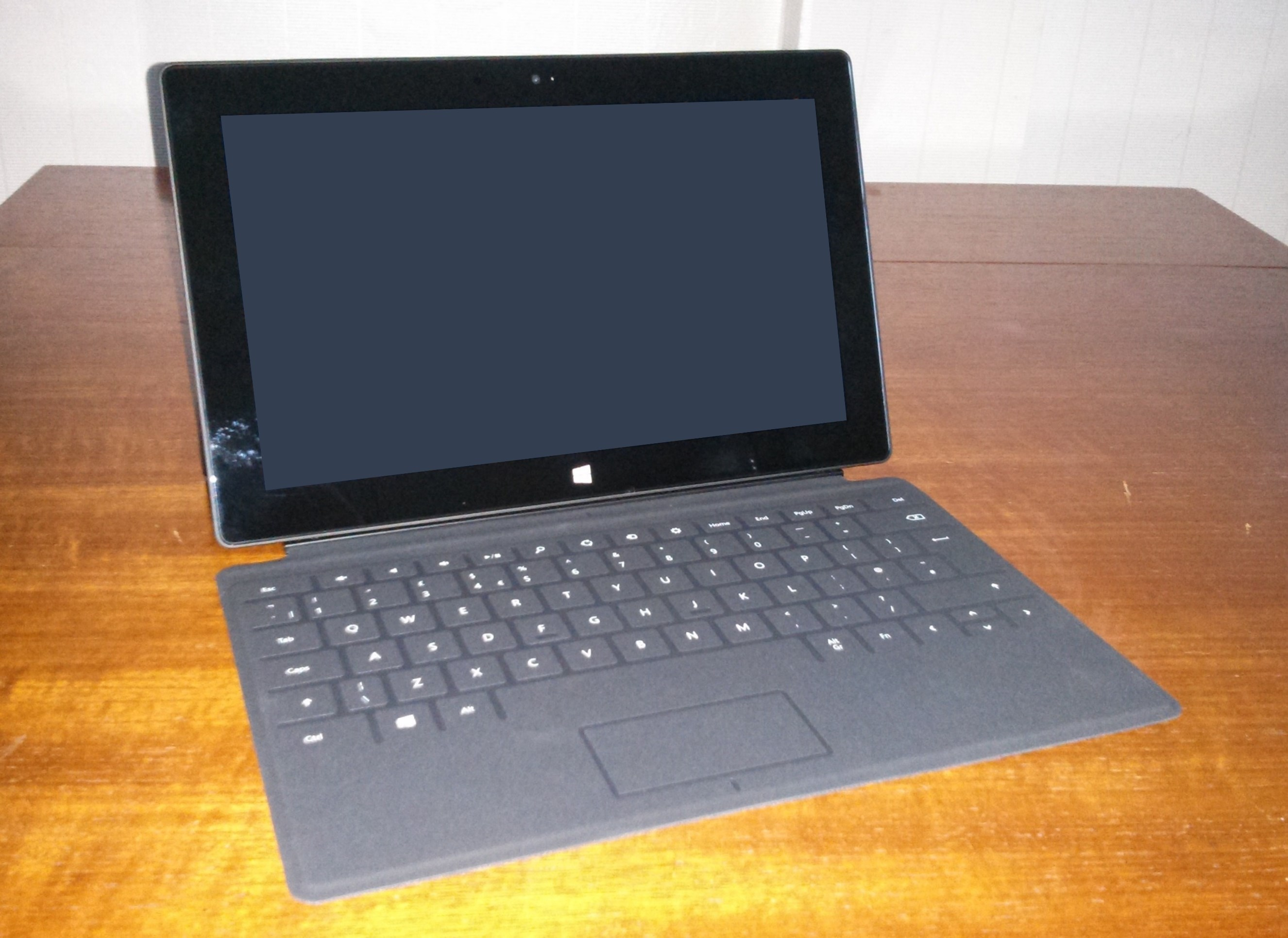
Microsoft Surface

Presentata per la prima volta il 18 giugno 2012 dal CEO Steve Ballmer, Microsoft Surface viene inizialmente proposto in due versioni: Surface per Windows RT, basato su processore ARM, e Surface per Windows 8 Pro, basato su processore Intel Core i5 di terza generazione. Entrambe le versioni dispongono di display da 10,6 pollici, con una dimensione leggermente più ampia dell'iPad. La versione per Windows RT è presente sul mercato dal 26 ottobre 2012 in America (in concomitanza con Windows 8) dal 14 febbraio 2013 in Italia, mentre la versione per Windows 8 Pro è disponibile da gennaio 2013. Lo chassis è per entrambi in PVD.
Caratteristica peculiare di Surface è la disponibilità di una duplice cover di doppia utilità, in quanto in grado di proteggere il dispositivo e di fungere allo stesso tempo da tastiera allegata. La Touch Cover ha superficie touch, mentre la Type Cover è una tastiera fisica a tutti gli effetti.
Il 23 settembre 2013, nell'evento organizzato da Microsoft a New York, l'azienda presenta la seconda generazione di Surface, esattamente Surface 2 e Surface 2 Pro. I due tablet rimangono quasi del tutto identici ai predecessori a livello estetico, mentre si differenziano per caratteristiche hardware di nuova generazione. Entrambi con una grande schermo di 10,6 pollici risultano essere più leggeri, fini e con una durata della batteria maggiore rispetto ai predecessori, sia per quanto riguarda Surface 2 su architettura Arm che Surface 2 Pro basato su nuovi processori Intel Haswell. Entrambi saranno venduti con l'ultima release di Windows 8, la 8.1. In entrambi i tablet troviamo un pannello LCD IPS alta definizione 1920x1080 pixel. Il piedistallo per poggiare il tablet sarà inclinabile in due altezze diverse, permettendo di poggiarlo in qualsiasi condizione su tavolo, gambe o altro. Le nuove Touch e Type cover saranno retroilluminate, accompagnate da due nuovi modelli; la battery cover con batteria maggiorata per aumentare l'autonomia del tablet e la Dj cover, con funzioni ottimali per i Deejay musicali.
Il 20 maggio 2014 in diretta streaming da New York viene presentata la terza generazione della famiglia Pro. Il Surface Pro 3 ha modifiche hardware più sostanziali rispetto al Surface Pro 2. Le dimensioni cambiano in primo luogo per l'aspetto che passa da 16:9 ai 3:2, una maggiore risoluzione superiore al Full HD (2160 x 1440 pixel) un peso di 800 grammi ed uno spessore di 9,1 mm. Le 5 configurazioni differenti sono legate a tre diversi processori (i3, i5 e i7), RAM (4 e 8 GB) e memoria (64, 128, 256 e 512 GB). La commercializzazione in Italia avverrà a fine agosto 2014.
La terza generazione ha riscontrato problemi alla connettività Wi-Fi e di surriscaldamento. Il problema sarebbe riscontrato da alcuni utenti sul modello con processore Intel Core i7, ma è giustificato proprio dal tipo di processore, in ogni caso con un'apposita patch dal team Microsoft tramite update del sistema operativo questo problema viene arginato e viene migliorata anche la stabilità di sistema.
Il 31 marzo 2015 viene presentato il Surface 3 che abbandona i processori ARM per un più tradizionale (per l'ambiente Windows) SoC Intel Atom di terza generazione, l'Atom x7 Z8700 quad-core con architettura Cherry Trail. Il tablet monta uno schermo da 10.8 pollici e il digitalizzatore di Surface Pro 3. Il prezzo di listino per l'Italia è di 609€ con un lancio per il 7 maggio 2015.

### Surface Book
Il 6 ottobre 2015 fu presentato il Surface Book, un 2-in-1 separabile composto di una base con tastiera e touchpad e uno schermo, che rimosso diventa un tablet; i due elementi sono collegati da una speciale cerniera ideata da Microsoft che permette una rotazione a 360 gradi. La cerniera e la possibilità di rimozione dello schermo permettono quindi di ribaltare lo schermo mantenendo comunque la modalità laptop. Fu il primo Surface descritto come "laptop" invece che come "tablet".
Aspetto unico del Surface Book è quello di avere una scheda video dedicata all'interno della base della tastiera, che rende il laptop più potente, e una scheda video integrata posta invece nell'area dello schermo. All'atto di separare le due componenti, da computer a tablet, il sistema passa automaticamente alla scheda video integrata.
Il Surface Book 2 fu annunciato il 17 ottobre 2017, con aggiornamenti per la cerniera in ceramica, una migliore distribuzione del peso e un nuovo modello da 15 pollici.

### Surface Laptop

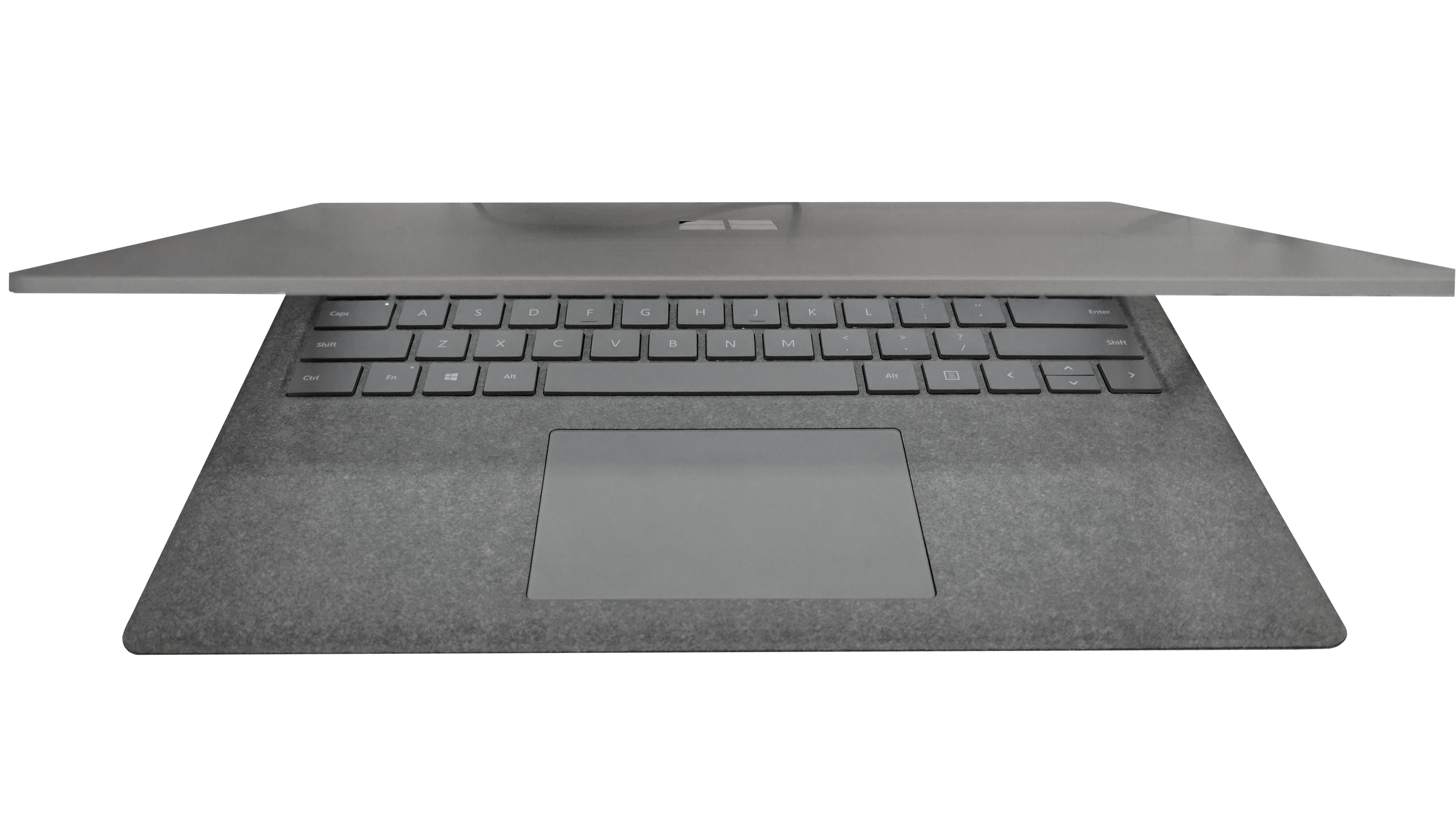
Un Surface Laptop con base in alcantara.

Il 3 maggio 2017 durante l'evento #MicrosoftEDU di New York, Microsoft presentò il Surface Laptop, una versione non separabile del Surface Book uscito nel 2015. Il laptop si caratterizzò per avere lo schermo touchscreen LCD più fino nella storia dei laptop e fu presentato con un design che ricalcava la linea tablet, ovvero con una tastiera in Alcantara. Sul dispositivo fu montata la nuova versione di Windows 10 S, studiata per essere più veloce e permettere l'installazione di app provienienti esclusivamente dal Microsoft Store.

### Surface Studio
Presentato il 26 ottobre 2016, il Surface Studio è un computer all-in-one con schermo touchscreen da 28 pollici. Tutti i componenti del dispositivo sono contenuti nella piccola scatola che funge da base, su cui è montato lo schermo attraverso due flessibili perni che permettono un'inclinazione fino a 20 gradi.
La seconda versione del dispositivo, uscita il 2 ottobre 2018, non ne ha cambiato il design, proponendosi come aggiornamento delle componenti interne.

### Surface Hub
Introdotto il 21 gennaio 2015, il Surface Hub è una lavagna multimediale da 55 e 84 pollici multi-touch e multi-pen, creata per le aziende. Fu presentato con una versione speciale di Windows 10.

### Surface Neo e Surface Duo
Il 2 ottobre 2019 sono stati presentati il Surface Neo, un tablet dual-screen con Windows 10 X, una nuova versione di Windows 10 basata su Windows Core OS, e il Surface Duo ovvero la versione più piccola del Neo, assimilabile ad uno smartphone.

## Confronto modelli

### Surface
| Modelli                  | Modelli                          | Surface                 | Surface 2               | Surface 3                                                 | Surface Go                                   | Surface Go 2                                 |
| Data di presentazione    | Data di presentazione            | Giugno 2012             | Ottobre 2013            | Marzo 2015                                                | Luglio 2018                                  | Maggio 2020                                  |
| Sistema operativo        | pre-installato                   | Windows RT 8.0          | Windows RT 8.1          | Windows 8.1                                               | Windows 10 versione 1803                     | Windows 10 versione 1909                     |
| Sistema operativo        | ultima versione supportata       | Windows RT 8.1          | Windows RT 8.1          | Windows 10 version 2003                                   | Windows 10 version 2003                      | Windows 10 version 2003                      |
| Dimensioni (mm)          | altezza                          | 171.9                   | 172.4                   | 186.9                                                     | 175                                          | 175                                          |
| Dimensioni (mm)          | larghezza                        | 274.5                   | 274.5                   | 266.9                                                     | 245                                          | 245                                          |
| Dimensioni (mm)          | spessore                         | 9.3                     | 8.8                     | 8.6                                                       | 8.3                                          | 8.3                                          |
| Peso (g)                 | Peso (g)                         | 680                     | 680                     | 622                                                       | 522                                          | 544 553 (LTE)                                |
| RAM (GB)                 | RAM (GB)                         | 2                       | 2                       | 2/4                                                       | 4/8                                          | 4/8                                          |
| Memoria interna (GB)     | Memoria interna (GB)             | 32/64                   | 32/64                   | 64/128                                                    | 64 (eMMC)/128 (SSD)                          | 64 (eMMC)/128 (SSD)                          |
| Memoria espandibile (GB) | Memoria espandibile (GB)         | MicroSDXC, up to 200 GB | MicroSDXC, up to 200 GB | MicroSDXC, up to 200 GB                                   | MicroSDXC, up to 200 GB                      | MicroSDXC, up to 200 GB                      |
| Display                  | Diagonale (cm)                   | 26.9                    | 26.9                    | 27.4                                                      | 25.4                                         | 26.67                                        |
| Display                  | Aspect ratio                     | 16:9                    | 16:9                    | 3:2                                                       | 3:2                                          | 3:2                                          |
| Display                  | Risoluzione                      | 1366x768                | 1920x1080               | 1920x1280                                                 | 1800x1200                                    | 1920 × 1280                                  |
| Display                  | ppi                              | 148                     | 208                     | 214                                                       | 217                                          | 220                                          |
| SoC                      | SoC                              | Nvidia Tegra 3 (T30)    | Nvidia Tegra 4 (T114)   | Intel Atom x7-Z8700                                       | Intel Pentium Gold 4415Y                     | Intel Pentium Gold 4415Y Intel Core m3-8100Y |
| Batteria                 | Batteria                         | 31.5 Wh Li-Ion          | 31.5 Wh Li-Ion          | 28 Wh Li-Ion                                              | 26.12 Wh Li-Ion                              |                                              |
| Fotocamera               | fotocamera frontale              | 3.5 MP                  | 3.5 MP                  | 3.5 MP                                                    | 5.0 MP                                       | 5.0 MP                                       |
| Fotocamera               | fotocamera frontale              | HD (1280x720) video     | FHD (1920x1080) video   | FHD (1920x1080) video                                     | FHD (1920x1080) video                        | FHD (1920x1080) video                        |
| Fotocamera               | fotocamera posteriore            | 5.0 MP                  | 5.0 MP                  | 8.0 MP                                                    | 8.0 MP                                       | 8.0 MP                                       |
| Fotocamera               | fotocamera posteriore            | HD (1280x720) video     | FHD (1920x1080) video   | FHD (1920x1080) video                                     | FHD (1920x1080) video                        | FHD (1920x1080) video                        |
| Sensori                  | luce ambientale                  | Sì                      | Sì                      | Sì                                                        | Sì                                           | Sì                                           |
| Sensori                  | accelerometro                    | Sì                      | Sì                      | Sì                                                        | Sì                                           | Sì                                           |
| Sensori                  | giroscopio                       | Sì                      | Sì                      | Sì                                                        | Sì                                           | Sì                                           |
| Sensori                  | GPS                              | No                      | Versione cellulare      | Versione cellulare                                        | Versione cellulare                           | Versione cellulare                           |
| Sensori                  | magnetometro                     | Sì                      | Sì                      | Sì                                                        | Sì                                           | Sì                                           |
| Sensori                  | sensore prossimità               | No                      | Sì                      | Sì                                                        | Sì                                           | Sì                                           |
| Sensori                  | microfoni                        | 2                       | 2                       | 2                                                         | 1                                            | 2 frontali                                   |
| Connectori               | A/V                              | 3.5 mm audio socket     | 3.5 mm audio socket     | 3.5 mm audio socket                                       | 3.5 mm audio socket                          | 3.5 mm audio socket                          |
| Connectori               | A/V                              | Micro HDMI              | Micro HDMI              | Mini DisplayPort                                          |                                              |                                              |
| Connectori               | USB                              | 2.0                     | 3.0                     | 3.0                                                       | 3.1 gen 1 Type C                             | 3.1 gen 1 Type C                             |
| Radio                    | Wi-Fi                            | 802.11 a/b/g/n          | 802.11 a/b/g/n          | 802.11 a/b/g/n/ac                                         | 802.11 a/b/g/n/ac                            | 802.11 a/b/g/n/ac/ax                         |
| Radio                    | Bluetooth                        | 4.0                     | 4.0                     | 4.0                                                       | 4.1                                          | 5.0                                          |
| Radio                    | cellulare                        | No                      | opzionale               | opzionale                                                 | opzionale                                    | opzionale                                    |
| Varie                    | pen input                        | None                    | None                    | N-trig active pen                                         | N-trig active pen                            | N-trig active pen                            |
| Varie                    | TPM                              | Sì                      | No                      | Sì                                                        | 2.0                                          | 2.0                                          |
| Varie                    | Supporto Surface Dial            | No                      | No                      | Parziale (no supporto su schermo), via Windows 10 upgrade | Partial (no supporto su schermo)             | Partial (no supporto su schermo)             |
| Varie                    | Supporto Windows Hello integrato | No                      | No                      | No                                                        | Fotocamera con retroilluminazione infrarossa | Fotocamera con retroilluminazione infrarossa |

### Surface Pro
| Modelli                  | Modelli                          | Surface Pro                                               | Surface Pro 2                                             | Surface Pro 3                                             | Surface Pro 4                                     | Surface Pro 2017                                       | Surface Pro 6                                | Surface Pro 7                                | Surface Pro X                                |
| Data di presentazione    | Data di presentazione            | Febbraio 2013                                             | Ottobre 2013                                              | Giugno 2014                                               | Ottobre 2015                                      | Maggio 2017                                            | Ottobre 2018                                 | Ottobre 2019                                 | Ottobre 2019                                 |
| Sistema operativo        | Versione preinstallata           | Windows 8                                                 | Windows 8.1                                               | Windows 8.1                                               | Windows 10 versione 1507                          | Windows 10 versione 1703                               | Windows 10 versione 1809                     | Windows 10 versione 1903                     | Windows 10 versione 1903                     |
| Sistema operativo        | ultima versione supportata       | Windows 10 versione 2003                                  | Windows 10 versione 2003                                  | Windows 10 versione 2003                                  | Windows 10 versione 2003                          | Windows 10 versione 2003                               | Windows 10 versione 2003                     | Windows 10 versione 2003                     | Windows 10 versione 2003                     |
| Sistema operativo        | edition                          | Pro                                                       | Pro                                                       | Pro                                                       | Pro                                               | Pro                                                    | Home/Pro                                     | Home/Pro                                     | Home/Pro                                     |
| Dimensioni (mm)          | altezza                          | 172.9                                                     | 172.9                                                     | 201.3                                                     | 201.4                                             | 201.4                                                  | 201.4                                        | 201.4                                        | 208                                          |
| Dimensioni (mm)          | larghezza                        | 274.5                                                     | 274.5                                                     | 292                                                       | 292.1                                             | 292.1                                                  | 292.1                                        | 292.1                                        | 287                                          |
| Dimensioni (mm)          | spessore                         | 13.46                                                     | 13.46                                                     | 9.1                                                       | 8.4                                               | 8.5                                                    | 8.5                                          | 8.5                                          | 7.3                                          |
| Peso                     | Peso                             | 910                                                       | 900                                                       | 800                                                       | 766 (m3) 786 (i5) 786 (i7)                        | 768 (m3) 770 (i5) 784 (i7)                             | 775 (i5) 792 (i7)                            | 775 (i3) 776 (i5) 790 (i7)                   | 774                                          |
| RAM                      | capacità (GB)                    | 4                                                         | 4/8                                                       | 4/8                                                       | 4/8/16                                            | 4/8/16                                                 | 8/16                                         | 4/8/16                                       | 8/16                                         |
| RAM                      | velocità (MHz)                   | 1600                                                      | 1600                                                      | 1600                                                      | 1600                                              | 1866                                                   |                                              | 3733                                         | 4266                                         |
| RAM                      | tipo                             | DDR3                                                      | LPDDR3                                                    | LPDDR3                                                    | LPDDR3                                            | LPDDR3                                                 |                                              | LPDDR4                                       | LPDDR4                                       |
| Memoria interna (GB)     | Memoria interna (GB)             | 64/128/256 mSATA SSD                                      | 64/128/256/512 mSATA SSD                                  | 64/128/256/512 mSATA SSD                                  | 128/256/512/1024 PCIe NVME SSD                    | 128/256/512/1024 PCIe NVME SSD                         | 128/256/512/1024 PCIe NVME SSD               | 128/256/512/1024 PCIe NVME SSD               | Rimovibile 128/256/512 PCIe NVME SSD         |
| Memoria espandibile (GB) | Memoria espandibile (GB)         | MicroSDXC, up to 200 GB                                   | MicroSDXC, up to 200 GB                                   | MicroSDXC, up to 200 GB                                   | MicroSDXC, up to 200 GB                           | MicroSDXC, up to 200 GB                                | MicroSDXC, up to 200 GB                      | MicroSDXC, up to 200 GB                      | –                                            |
| Display                  | Dimensioni (cm)                  | 27.0                                                      | 27.0                                                      | 30.0                                                      | 31.2                                              | 31.2                                                   | 31.2                                         | 31.2                                         | 33                                           |
| Display                  | Aspect ratio                     | 16:9                                                      | 16:9                                                      | 3:2                                                       | 3:2                                               | 3:2                                                    | 3:2                                          | 3:2                                          | 3:2                                          |
| Display                  | Risoluzione (pixels)             | 1920x1080                                                 | 1920x1080                                                 | 2160x1440                                                 | 2736x1824                                         | 2736x1824                                              | 2736x1824                                    | 2736x1824                                    | 2880x1920                                    |
| Display                  | ppi                              | 208                                                       | 208                                                       | 214                                                       | 267                                               | 267                                                    | 267                                          | 267                                          | 267                                          |
| Processore               | generazione                      | Intel 3rd generazione Ivy Bridge                          | Intel 4th generazione Haswell                             | Intel 4th generazione Haswell                             | Intel 6th generazione Skylake                     | Intel 7th generazione Kaby Lake                        | Intel 8th generazione Kaby Lake R            | Intel 10th generazione Ice Lake              | Microsoft SQ1                                |
| Processore               | modello                          | i5-3317U                                                  | i5-4200U i5-4300U                                         | i3-4020Y i5-4300U i7-4650U                                | m3-6Y30 i5-6300U i7-6650U                         | m3-7Y30 i5-7300U i7-7660U                              | i5-8250U i5-8350U i7-8650U                   | i3-1005G1 i5-1035G4 i7-1065G7                | Microsoft SQ1                                |
| Processore               | Clock CPU base–turbo (GHz)       | 1.7–2.6                                                   | 1.6–2.6 1.9–2.9                                           | 1.5–n/a 1.9–2.9 1.7–3.3                                   | 0.9–2.2 2.4–3.0 2.2–3.4                           | 1.0–2.6 2.6–3.5 2.5–4.0                                | 1.6-3.4 1.7-3.6 1.9-4.2                      | 1.2-3.4 1.1-3.7 1.3-3.9                      | 3.0-1.8                                      |
| Processore               | CPU L3 cache size (MB)           | 3                                                         | 3                                                         | 3 4                                                       | 4 3 4                                             | 4 3 4                                                  | 6 8                                          | 4 6 8                                        | 10                                           |
| Processore               | Modello GPU                      | HD Graphics 4000                                          | HD Graphics 4400                                          | HD Graphics 4200 HD Graphics 4400 HD Graphics 5000        | HD Graphics 515 HD Graphics 520 Iris Graphics 540 | HD Graphics 615 HD Graphics 620 Iris Plus Graphics 640 | UHD Graphics 620                             | UHD Graphics Iris Plus Graphics              | Adreno 685 GPU                               |
| Processore               | GPU ALUs                         | 128                                                       | 160                                                       | 160 160 320                                               | 192 192 384                                       | 192 192 384                                            | 192                                          | 768 1024 1024                                | –                                            |
| Processore               | TDP (W)                          | 17                                                        | 15                                                        | 11.5 15                                                   | 4.5 15                                            | 4.5 15                                                 | 15                                           | 15                                           | 7 15                                         |
| Batteria (Wh Li-Ion)     | Batteria (Wh Li-Ion)             | 42                                                        | 42                                                        | 42                                                        | 38.2                                              | 45                                                     | 45                                           |                                              |                                              |
| Fotocamera               | Fotocamera frontale              | 1.2 MP                                                    | 1.2 MP                                                    | 5 MP                                                      | 5 MP                                              | 5 MP                                                   | 5 MP                                         | 5 MP                                         | 5 MP                                         |
| Fotocamera               | Fotocamera frontale              | HD (1280x720) video                                       | HD (1280x720) video                                       | FHD (1920x1080) video                                     | FHD (1920x1080) video                             | FHD (1920x1080) video                                  | FHD (1920x1080) video                        | FHD (1920x1080) video                        | FHD (1920x1080) video                        |
| Fotocamera               | Fotocamera posteriore            | 1.2 MP                                                    | 1.2 MP                                                    | 5 MP                                                      | 8 MP con autofocus                                | 8 MP con autofocus                                     | 8 MP con autofocus                           | 8 MP con autofocus                           | 10 MP con autofocus                          |
| Fotocamera               | Fotocamera posteriore            | HD (1280x720) video                                       | HD (1280x720) video                                       | FHD (1920x1080) video                                     | FHD (1920x1080) video                             | FHD (1920x1080) video                                  | FHD (1920x1080) video                        | FHD (1920x1080) video                        | 4K (3840x2160) video                         |
| Sensori                  | luce ambientale                  | Sì                                                        | Sì                                                        | Sì                                                        | Sì                                                | Sì                                                     | Sì                                           | Sì                                           | Sì                                           |
| Sensori                  | accelerometro                    | Sì                                                        | Sì                                                        | Sì                                                        | Sì                                                | Sì                                                     | Sì                                           | Sì                                           | Sì                                           |
| Sensori                  | giroscopio                       | Sì                                                        | Sì                                                        | Sì                                                        | Sì                                                | Sì                                                     | Sì                                           | Sì                                           | Sì                                           |
| Sensori                  | GPS                              | No                                                        | No                                                        | No                                                        | No                                                | No                                                     | No                                           | No                                           | No                                           |
| Sensori                  | magnetometro                     | Sì                                                        | Sì                                                        | Sì                                                        | Sì                                                | No                                                     | No                                           | No                                           | No                                           |
| Sensori                  | microfoni                        | 2                                                         | 2                                                         | 2                                                         | 2                                                 | 2                                                      | 2                                            | 2                                            | 2                                            |
| Connettori               | A/V                              | 3.5 mm audio socket                                       | 3.5 mm audio socket                                       | 3.5 mm audio socket                                       | 3.5 mm audio socket                               | 3.5 mm audio socket                                    | 3.5 mm audio socket                          | 3.5 mm audio socket                          | 2x USB-C                                     |
| Connettori               | A/V                              | Mini DisplayPort                                          | Mini DisplayPort                                          | Mini DisplayPort                                          | Mini DisplayPort                                  | Mini DisplayPort                                       | Mini DisplayPort                             | USB-C                                        | 2x USB-C                                     |
| Connettori               | USB                              | USB 3.0                                                   | USB 3.0                                                   | USB 3.0                                                   | USB 3.0                                           | USB 3.0                                                | USB 3.0                                      | USB-A, USB-C                                 | 2x USB-C                                     |
| Connettori               | Surface Connect                  | Surface Connect (5-pin)                                   | Surface Connect (5-pin)                                   | Surface Connect (40-pin)                                  | Surface Connect (40-pin)                          | Surface Connect (40-pin)                               | Surface Connect (40-pin)                     | Surface Connect (40-pin)                     | Surface Connect (40-pin)                     |
| Connettori               | Porta per cover                  | Cover port with power pins                                | Cover port with power pins                                | Cover port with power pins                                | Cover port with power pins                        | Cover port without power pins                          | Cover port without power pins                | Cover port without power pins                | Surface Keyboard port                        |
| Radio                    | Wi-Fi                            | 802.11 a/b/g/n                                            | 802.11 a/b/g/n                                            | 802.11 a/b/g/n/ac 2x2 MIMO                                | 802.11 a/b/g/n/ac 2x2 MIMO                        | 802.11 a/b/g/n/ac 2x2 MIMO                             | 802.11 a/b/g/n/ac 2x2 MIMO                   | 802.11 a/b/g/n/ac/ax 2x2 MIMO                | 802.11 a/b/g/n/ac 2x2 MIMO                   |
| Radio                    | Bluetooth                        | 4.0 LE                                                    | 4.0 LE                                                    | 4.0 LE                                                    | 4.0 LE                                            | 4.1                                                    | 4.1                                          | 5.0 LE                                       | 5.0 LE                                       |
| Radio                    | cellulare                        | No                                                        | No                                                        | No                                                        | No                                                | opzionale                                              | No                                           | No                                           | Sì                                           |
| Surface Pen supporto     | tecnologia                       | Wacom passive pen                                         | Wacom passive pen                                         | N-trig active pen                                         | N-trig active pen                                 | N-trig active pen                                      | N-trig active pen                            | N-trig active pen                            | N-trig active pen                            |
| Surface Pen supporto     | livelli di pressione             | 256                                                       | 1024                                                      | 256                                                       | 1024                                              | 4096                                                   | 4096                                         | 4096                                         | 4096                                         |
| Surface Pen supporto     | tilt levels                      | No                                                        | No                                                        | No                                                        | No                                                | 1024                                                   | 1024                                         | 1024                                         | 1024                                         |
| Varie                    | TPM                              | Sì                                                        | versione 1.2                                              | versione 2.0                                              | versione 2.0                                      | versione 2.0                                           | versione 2.0                                 | versione 2.0                                 | versione 2.0                                 |
| Varie                    | Surface Dial supporto            | Parziale (no supporto su schermo), via Windows 10 upgrade | Parziale (no supporto su schermo), via Windows 10 upgrade | Parziale (no supporto su schermo), via Windows 10 upgrade | via firmware update                               | Sì                                                     | Sì                                           | Sì                                           |                                              |
| Varie                    | Supporto Windows Hello integrato | No                                                        | No                                                        | No                                                        | Fotocamera con retroilluminazione infrarossa      | Fotocamera con retroilluminazione infrarossa           | Fotocamera con retroilluminazione infrarossa | Fotocamera con retroilluminazione infrarossa | Fotocamera con retroilluminazione infrarossa |

### Surface Book
| Modelli                  | Modelli                          | Surface Book                                                                            | Surface Book 2                                                                                      | Surface Book 3 |
| Data di presentazione    | Data di presentazione            | Ottobre 2015 Ottobre 2016 (con Performance Base)                                        | Ottobre 2017                                                                                        | Maggio 2020 |
| SO                       | pre-installato                   | Windows 10Pro versione 1507 versione 1607 con Performance Base                          | Windows 10Pro versione 1703                                                                         | Windows 10 Home/Pro versione 1909 |
| SO                       | ultima versione supportata       | Windows 10 version 2003                                                                 | Windows 10 version 2003                                                                             | Windows 10 version 2003 |
| Dimensioni (mm)          | altezza                          | 232                                                                                     | 232                                                                                                 | 232 |
| Dimensioni (mm)          | larghezza                        | 312                                                                                     | 312                                                                                                 | 312 |
| Dimensioni (mm)          | spessore                         | 23                                                                                      | 23                                                                                                  | 23 |
| Peso (g)                 | Peso (g)                         | 1516 1576 con dGPU 1647 con Performance Base                                            | 1534 (13.5" i5) 1642 (13.5" i7) 1905 (15")                                                          | 1534 (13.5" i5) 1642 (13.5" i7) 1905 (15") |
| RAM (GB)                 | RAM (GB)                         | 8/16                                                                                    | 8/16 (13.5") 16 (15")                                                                               | 8/16/32 (13.5") 16/32 (15") |
| Memoria interna (GB)     | Memoria interna (GB)             | 128/256/512/1024 PCIe SSD                                                               | 256/512/1024 PCIe SSD                                                                               | 256/512/1024 PCIe SSD (13.5") 256/512/1024/2048 PCIe SSD (15") |
| Memoria espandibile (GB) | Memoria espandibile (GB)         | MicroSDXC, fino a 200 GB                                                                | MicroSDXC, fino a 200 GB                                                                            | MicroSDXC, fino a 200 GB |
| Display                  | dimensioni                       | 34.3 (13.5")                                                                            | 34.3 (13.5") 38.1 (15")                                                                             | 34.3 (13.5") 38.1 (15") |
| Display                  | aspect ratio                     | 3:2                                                                                     | 3:2                                                                                                 | 3:2 |
| Display                  | risoluzione                      | 3000x2000 pixels at 267 ppi                                                             | 3000 × 2000 pixels at 267 ppi 3240 × 2160 pixels at 260 ppi                                         | 3000 × 2000 pixels at 267 ppi 3240 × 2160 pixels at 260 ppi |
| Processore               | generazione                      | Intel 6th generazione Skylake                                                           | Intel 7th/8th generazione Kaby Lake                                                                 | Intel 10th generazione Ice Lake |
| Processore               | modello                          | i5-6300U i7-6600U                                                                       | i5-7300U (solo 13.5") i5-8350U (solo 13.5") i7-8650U                                                | i5-1035G7 (solo 13.5") i7-1065G7 |
| Processore               | core/thread                      | 2/4                                                                                     | 2/4 (i5 7th Gen) 4/8 (i5/i7 8th Gen)                                                                | 4/8 |
| Processore               | Clock CPU base–turbo (GHz)       | 2.4–3.0 2.6–3.4                                                                         | 2.5-3.1 1.7–3.6 1.9–4.2                                                                             | 1.2-3.7 1.3-3.9 |
| Processore               | CPU L3 cache size (MB)           | 3 4                                                                                     | 3 6 8                                                                                               | 6 8 |
| Processore               | Modello GPU                      | HD Graphics 520                                                                         | UHD Graphics 620                                                                                    | Iris Plus |
| Processore               | TDP (W)                          | 15                                                                                      | 15                                                                                                  | 15 |
| GPU dedicata             | modello                          | NVIDIA GeForce 940M 1GB GDDR5 con dGPU NVIDIA GeForce GTX 965M 2GB con Performance Base | assente (13.5" con i5) NVIDIA GeForce GTX 1050 2GB (13.5" con i7) NVIDIA GeForce GTX 1060 6GB (15") | assente (13.5" con i5) NVIDIA GeForce GTX 1650 with Max-Q Design 4GB GDDR5 (13.5" con i7) NVIDIA GeForce GTX 1660 Ti with Max-Q Design 6GB GDDR6 (15") NVIDIA Quadro RTX 3000 with Max-Q Design 6GB GDDR6 (solo 15" Business) |
| Batteria                 | capacità (Wh) (schermo + base)   | 61Wh (18 + 51) 81Wh (18 + 63) (con Performance Base)                                    | 13.5": 61Wh (18 + 51) 15": 90Wh (23 + 67)                                                           | |
| Batteria                 | tipo                             | Li-Ion                                                                                  | Li-Ion                                                                                              | Li-Ion |
| Fotocamera               | frontale                         | 5.0 MP                                                                                  | 5.0 MP                                                                                              | 5.0 MP |
| Fotocamera               | frontale                         | FHD (1920x1080) video                                                                   | | |
| Fotocamera               | posteriore                       | 8.0 MP                                                                                  | 8.0 MP                                                                                              | 8.0 MP |
| Fotocamera               | posteriore                       | FHD (1920x1080) video                                                                   | | |
| Sensori                  | luce ambientale                  | Sì                                                                                      | Sì                                                                                                  | Sì |
| Sensori                  | accelerometro                    | Sì                                                                                      | Sì                                                                                                  | Sì |
| Sensori                  | giroscopio                       | Sì                                                                                      | Sì                                                                                                  | Sì |
| Sensori                  | GPS                              | No                                                                                      | No                                                                                                  | No |
| Sensori                  | magnetometro                     | Sì                                                                                      | Sì                                                                                                  | Sì |
| Sensori                  | microfoni                        | 2 (frontale e posteriore)                                                               | 2 (frontale e posteriore)                                                                           | 2 frontali |
| Connettività             | A/V                              | 3.5 mm audio socket                                                                     | 3.5 mm audio socket                                                                                 | 3.5 mm audio socket |
| Connettività             | A/V                              | Mini DisplayPort                                                                        | USB-C                                                                                               | USB-C |
| Connettività             | Bluetooth                        | 4.0 LE                                                                                  | 4.1                                                                                                 | 5.0 |
| Connettività             | Wi-Fi                            | WiFi 5 802.11 a/b/g/n/ac                                                                | WiFi 5 802.11 a/b/g/n/ac                                                                            | WiFi 6 802.11 a/b/g/n/ac/ax |
| Connettività             | cellulare                        | No                                                                                      | No                                                                                                  | No |
| Connettività             | Xbox Wireless                    | No                                                                                      | Solo sul 15"                                                                                        | Solo sul 15" |
| Varie                    | input penna                      | N-trig active pen                                                                       | N-trig active pen                                                                                   | N-trig active pen |
| Varie                    | TPM                              | Sì                                                                                      | 2.0                                                                                                 | 2.0 |
| Varie                    | supporto Surface Dial            | Sì (con aggiornamento firmware)                                                         | Sì                                                                                                  | Sì |
| Varie                    | supporto Windows Hello integrato | Sì con camera a retroilluminazione infrarossa                                           | Sì con camera a retroilluminazione infrarossa                                                       | Sì con camera a retroilluminazione infrarossa |

## Timeline
| Timeline di Microsoft Surface                 |
| --------------------------------------------- |
| Fonti: Microsoft Devices Blog Microsoft Store |